# 프랜 베넷
프랜 베넷(Fran Bennett, 1937년 8월 14일 ~ )은 미국의 배우이다.

## 출연 작품
- 제니 프로젝트 (2001년)
- 스카이 이즈 폴링 (2000년)
- 8미리 (1999년)
- 죽음의 가상 현실 (1998, Tempting Fate)
- 폭스파이어 (1996년)
- 다니엘 스틸 - 영원한 행복 (1994년)
- 나이트메어 7 - 뉴 나이트메어 (1994년)
- 크레이지 프럼 더 하트 (1991년)
- 살의의 아침 (1986년)
- 로맨틱 코미디 (1983년)

### 텔레비전
- 사선을 넘어 - TV 시리즈 (1989년)
- In the Heat of the Night (1990-92)
- 비앤비 (1987년)
- 시카고 메디컬 (1994년)
- LA 로 (1986년)
- 다이너스티 (1981년)
- 낫츠 랜딩 (1979년)
- 뿌리 - 그 다음 세대 (1979년)